# برايان مالون
برايان مالون (بالإنجليزية: Brian Malone)‏ هو لاعب كرة القدم الغالية أيرلندي، ولد في 7 أغسطس 1985 في Shelmalier ‏.